# Нежловелу (Арђеш)
Нежловелу (рум. Nejlovelu) насеље је у Румунији у округу Арђеш у општини Ратешти. Oпштина се налази на надморској висини од 207 m.

## Становништво
Према подацима из 2002. године у насељу је живело 336 становника, од којих су сви румунске националности.